# MILK (ファッションブランド)
MILK（ミルク）は、株式会社ミルクによる日本のファッションブランド。1970年、大川ひとみが旧原宿セントラルアパートで創業した、日本のウィメンズ向けファッションブランド。後のロリータ・ファッションに大きな影響を与えた最古のブランド。

## 概要
ロリータ・ファッションの1ジャンルである「パンクロリータ」と言われる女性向けファッションブランド。昔のMAID LANE REVUEやJane Marpleと並ぶ元祖ロリィタブランドでもあり、ロリィタの発祥や源流を創ったとも言われており、今のロリィタとはタイプが少し違うが、ロリィタブランドの中では最も古いブランドとされる。
オリジナルのプリントやフリル、ギャザーを用いたスイートなデザインに刺激的なテイストを取り入れたアイテムが特徴。
ハートモチーフのアイテムも多く、中でもハートバッグは愛用者も多く人気の商品である。

## 店舗[1]
- MILK HARAJUKU（本店） - 東京都渋谷区神宮前6丁目
- MILK札幌店 - 北海道札幌市
- MILK新宿店 - 東京都新宿区
- MILK大阪店 - 大阪府大阪市阿倍野区（2022年1月28日 閉店[2]）